# Weberstraße (Hannover)
Die Weberstraße (veːbɐʃtʁasə) im hannoverschen Stadtteil Linden-Süd ist eine der ältesten Straßen des Stadtteils. Unter den denkmalgeschützten Gebäuden des verkehrsberuhigten Straßenzuges befinden sich die ältesten Wohnhäuser Lindens, zugleich die älteste erhaltene Reihenhausanlage in Hannover.

## Geschichte
Der Name Weberstraße wurde erstmals vor 1839 erwähnt, die Straße in Hannovers heutigem Stadtteil Linden-Süd wurde jedoch schon vor 1700 als Teil von Neu-Linden angelegt. Parallel zu der Von-Alten-Allee ließ der zum Grafen aufgestiegene Franz-Ernst von Platen, der neue Herr auf Schloss Linden, auf dem nun zu seinem Grundbesitz gehörenden Gelände Parzellen abstecken, um hier eine Ansiedlung von Handwerkern unter besonderen Bedingungen zu fördern, insbesondere von Webern. Diese mussten ihre anfangs einstöckigen Fachwerkhäuser auf eigene Kosten errichten, waren also ihre eigenen Bauherren. Zu den weiteren Vertragsbedingungen der geworbenen Ansiedler gehörten einerseits der Schutz und Steuerbefreiung durch ihren Dienstherrn, andererseits bestimmte Dienstverpflichtungen und eine besondere Abhängigkeit zum Dienstherrn.
Schon 1796 wurde auf dem Grundstück Weberstraße 22/23 eine Schule eingerichtet (die 1847 durch das Gebäude in der Posthornstraße 8 ersetzt wurde, heute: Jugendzentrum Posthornstraße). Teilweise schon im 18. Jahrhundert wurden die ersten Fachwerkhäuser in der Weberstraße aufgestockt; diese Siedlungsschicht repräsentieren bis heute die Häuser Nummer 20 und Nummer 21.

„Das erste Schulhaus in Neu-Linden, Weberstraße 23“; Bild 5553, Hanomag-Bildarchiv
Weber-, Ecke Posthornstraße; Bild 5554, Hanomag-Wegweiser, Nr. 115
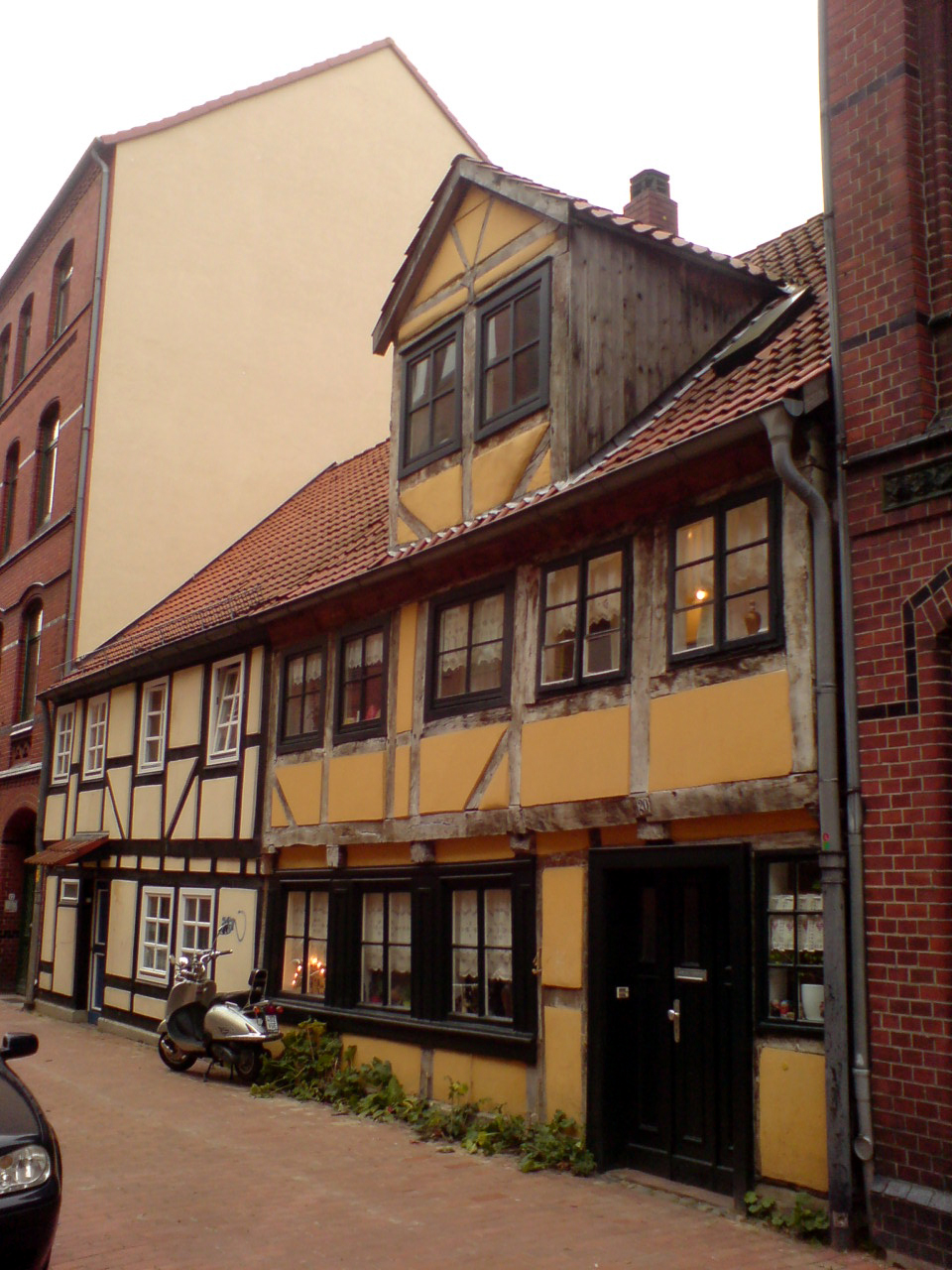
Die ältesten erhaltenen Wohnhäuser in Linden und die älteste erhaltene Reihenhausanlage in Hannover